# Suently Alberto
Suently Alberto (Rotterdam, 9 juni 1996) is een Nederlands-Curaçaos voetballer die doorgaans als centrale verdediger speelt.

## Clubcarrière

### PSV
Alberto tekende in juni 2012 zijn eerste profcontract bij PSV, waarmee hij zich voor drie seizoenen verbond aan de club. Daarvoor speelde hij bij Spartaan '20 en Sparta Rotterdam. Hij debuteerde op 28 maart 2014 in Jong PSV, in de Eerste divisie tegen Fortuna Sittard. Hij begon in de basis en speelde de hele wedstrijd. Jong PSV verloor de uitwedstrijd in Limburg met 2-1. Alberto debuteerde op zondag 10 mei 2015 ook in de hoofdmacht van PSV. Tijdens een met 2-0 gewonnen thuiswedstrijd thuis tegen Heracles Almelo viel hij in de 91ste minuut in voor Abel Tamata. Dat bleef zijn enige speeltijd in het eerste elftal van de Eindhovense club. Hij kwam in vier seizoenen tijd tot 79 wedstrijden voor Jong PSV.

### N.E.C.
Alberto tekende in augustus 2017 een contract tot medio 2020 bij N.E.C., dat in het voorgaande seizoen degradeerde naar de Eerste divisie. Hij maakte op 25 augustus 2017 in de met 1-1 gelijkgespeelde wedstrijd tegen Go Ahead Eagles zijn debuut voor N.E.C. Hij viel na 83 minuten in voor Calvin Verdonk.

### Sparta Rotterdam
In juni 2018 maakte Alberto gebruik van een clausule om zijn doorlopende contract bij N.E.C. te ontbinden. Hij vervolgde zijn loopbaan bij Sparta Rotterdam, eveneens in de Eerste divisie. In zijn eerste seizoen voor Sparta speelde Alberto in totaal 4 wedstrijden en promoveerde hij via de Play-offs met Sparta naar de Eredivisie. In 2020 liep zijn contract af.

### Pandurii Târgu Jiu
Medio 2021 ging Alberto in Roemenië voor Pandurii Târgu Jiu in de Liga III spelen. Daar liep zijn contract medio 2022 af.

## Clubstatistieken
| Seizoen     | Club        | Competitie     | Totaal | Totaal |
| Seizoen     | Club        | Competitie     | Wed.   | Dlp.   |
| ----------- | ----------- | -------------- | ------ | ------ |
| 2013/14     | Jong PSV    | Eerste divisie | 3      | 0      |
| 2014/15     | Jong PSV    | Eerste divisie | 18     | 2      |
| 2015/16     | Jong PSV    | Eerste divisie | 26     | 1      |
| 2016/17     | Jong PSV    | Eerste divisie | 32     | 2      |
| 2018/19     | Jong Sparta | Tweede divisie | 17     | 0      |
| Club totaal | Club totaal | Club totaal    | 96     | 5      |

| Seizoen         | Club             | Competitie      | Competitie | Competitie | Beker | Beker | Internationaal | Internationaal | Totaal | Totaal |
| Seizoen         | Club             | Competitie      | Wed.       | Dlp.       | Wed.  | Dlp.  | Wed.           | Dlp.           | Wed.   | Dlp.   |
| --------------- | ---------------- | --------------- | ---------- | ---------- | ----- | ----- | -------------- | -------------- | ------ | ------ |
| 2014/15         | PSV              | Eredivisie      | 1          | 0          | 0     | 0     | 0              | 0              | 1      | 0      |
| 2015/16         | PSV              | Eredivisie      | 0          | 0          | 0     | 0     | 0              | 0              | 0      | 0      |
| 2016/17         | PSV              | Eredivisie      | 0          | 0          | 0     | 0     | 0              | 0              | 0      | 0      |
| 2017/18         | N.E.C.           | Eerste divisie  | 1          | 0          | 1     | 0     | —              | —              | 2      | 0      |
| 2018/19         | Sparta Rotterdam | Eerste divisie  | 4          | 0          | 0     | 0     | —              | —              | 4      | 0      |
| Carrière totaal | Carrière totaal  | Carrière totaal | 6          | 0          | 1     | 0     | 0              | 0              | 7      | 0      |

Bijgewerkt t/m 3 juni 2019

## Interlandcarrière
Nadat Alberto uitkwam voor Nederlandse vertegenwoordigende jeugdelftallen, debuteerde hij op 10 oktober 2017 in het Curaçaos voetbalelftal in een oefeninterland tegen Qatar (1-2 overwinning).

### Gespeelde interlands
| Interlands van Suently Alberto voor Curaçao | Interlands van Suently Alberto voor Curaçao | Interlands van Suently Alberto voor Curaçao | Interlands van Suently Alberto voor Curaçao | Interlands van Suently Alberto voor Curaçao | Interlands van Suently Alberto voor Curaçao | Interlands van Suently Alberto voor Curaçao |
| №                                           | Datum                                       | Wedstrijd                                   | Uitslag                                     | Competitie                                  | Goals                                       |                                             |
| Als speler bij NEC                          | Als speler bij NEC                          | Als speler bij NEC                          | Als speler bij NEC                          | Als speler bij NEC                          | Als speler bij NEC                          | Als speler bij NEC                          |
| ------------------------------------------- | ------------------------------------------- | ------------------------------------------- | ------------------------------------------- | ------------------------------------------- | ------------------------------------------- | ------------------------------------------- |
| 1                                           | 10 oktober 2017                             | Qatar – Curaçao                             | 1 – 2                                       | Vriendschappelijk                           |                                             |                                             |
| Als speler bij Sparta Rotterdam             |                                             |                                             |                                             |                                             |                                             |                                             |
| 2                                           | 12 oktober 2018                             | Amerikaanse Maagdeneilanden – Curaçao       | 0 – 5                                       | CONCACAF Nations League kwalificatie        |                                             |                                             |
| 3                                           | 20 november 2018                            | Curaçao – Guadeloupe                        | 6 – 0                                       | CONCACAF Nations League kwalificatie        |                                             |                                             |

Bijgewerkt op 3 juni 2018.